# Мозалёв, Андрей Михайлович
Андрей Михайлович Мозалёв (род. 24 марта 2003 года, Санкт-Петербург, Россия) — российский фигурист, выступающий в одиночном катании. Бронзовый призёр чемпионата России (2022), чемпион мира среди юниоров (2020), серебряный призёр финала Гран-при среди юниоров (2019), серебряный призёр юношеских Олимпийских игр (2020). Участник зимних Олимпийских игр 2022 в Пекине. Мастер спорта России международного класса (2021).

## Карьера

### Юниорский период
Андрей Мозалёв родился 24 марта 2003 года в Санкт-Петербурге. Фигурным катанием начал заниматься вслед за старшей сестрой.
В ноябре 2017 года Андрей дебютировал на международном юниорском уровне. Первым соревнованием стал турнир Volvo Open Cup, в котором он завоевал золотую медаль.
В сезоне 2018–2019 дебютировал в юниорской серии Гран-при. На первом этапе Гран-при, проходившем в Чехии, завоевал золотую медаль, но на втором этапе финишировал лишь шестым.
Сезон 2019–2020 начал с победы на своём первом этапе Гран-при, проходившем в Латвии. На втором этапе он также завоевал золото и с двумя победами квалифицировался в юниорский Финал Гран-при. В Финале Гран-при после короткой программы Андрей занимал промежуточное первое место, в произвольной программе упал с тройного акселя и завоевал серебряную медаль, уступив японцу Сюну Сато.
На чемпионате России занимал второе место после короткой программы, но в произвольной допустил ряд ошибок и в итоге стал лишь пятым. В начале января принял участие в зимних юношеских Олимпийских играх в Лозанне, где завоевал серебро в личном зачёте и в составе команды «Vision» завоевал бронзу в командном турнире.
На первенстве России среди юниоров в короткой программе выступил неудачно, заняв лишь 13 место. Произвольную программу исполнил без ошибок, приземлил каскад четверной тулуп — тройной тулуп и четверной тулуп, занял первое место по итогам произвольной, в общем зачёте финишировал на третьем месте.
На чемпионате мира среди юниоров занимал второе место после короткой программы вслед за японцем Юмой Кагиямой. В произвольной программе немного ошибся на исполнении каскада тройной аксель — двойной тулуп, но набранных баллов Андрею хватило, чтобы опередить серебряного призёра Юму Кагияму на 13,34 балла и стать чемпионом мира среди юниоров.

### Сезон 2020—2021
В новом сезоне Мозалёв вошёл в состав взрослой национальной сборной страны и начал выступать на взрослом уровне. На контрольных прокатах сборной России Андрей представил две новые программы и впервые исполнил четверной флип в короткой программе. На своём первом этапе Кубка России, проходившем в Сочи, вслед за Михаилом Колядой и Дмитрием Алиевым шёл на третьем месте после короткой программы. В произвольной программе исполнил четверной флип, четверной тулуп и каскад четверной тулуп — двойной тулуп, стал первым по итогам произвольной, в общем зачёте завоевал серебряную медаль. На втором этапе Кубка России в Казани в короткой программе допустил ошибки на прыжковых элементах и занимал седьмое место после короткой программы, в произвольной стал первым, по итогам двух программ вновь завоевал серебро.
В ноябре выступил на этапе Гран При Rostelecom Cup 2020, где занял четвёртое место. На чемпионате России в короткой программе упал с четверного флипа и занимал промежуточное четвёртое место. В произвольной программе также допустил ошибки и по итогам соревнований занял четвёртое место. В феврале 2021 года выступил на Кубке Первого канала, где в составе команды «Красная машина» выиграл турнир. Также в феврале выступил в Финале Кубка России, где занял 4-е место.

### Сезон 2021—2022
В октябре принял участие в международном турнире по фигурному катанию Мемориал Дениса Тена. В короткой программе упал с недокрученного четверного сальхова и тройного акселя, занимал промежуточное пятое место. В произвольной программе недокрутил четверной сальхов, но успешно приземлил два четверных тулупа (сольный и в каскаде), а также успешно выполнил тройной аксель. В результате расположился на третьем месте в произвольной программе и по сумме двух программ, завоевал бронзовую медаль турнира с 234,05 баллами.
На этапе Гран При в Гренобле стал 9-м в короткой программе и вторым по итогам произвольной, уступив только Юме Кагияме и выиграв у него технической оценкой (99,05 против 95,57). По сумме баллов за обе программы занял 7-е место. Участвовал в турнире Золотой конёк Загреба 2021, по итогам короткой программы шел шестым, произвольную выиграл, а по итогам стал вторым, уступил только Кигану Мессингу. На чемпионате России в короткой программе стал восьмым, с падением на четверном сальхове, в произвольной упал с тройного акселя и стал вторым, получив при этом самую высокую оценку за технику — 97,88 баллов, что позволило ему в итоге занять третье место и стать бронзовым призёром национального чемпионата. На чемпионате Европы выиграл короткую программу с личным рекордом в 99,9 баллов, но в произвольной допустил ошибку при исполнении четверного сальхова, что также повлекло обнуление баллов за тройной сальхов в ойлерном каскаде. По сумме баллов короткой и произвольной программ стал четвёртым.
По итогам двух очных встреч на чемпионате России и чемпионате Европы обошёл ближайшего соперника Евгения Семененко и решением тренерского совета был включён в состав Олимпийской сборной России. На Олимпийских играх допустил множество ошибок и в короткой, и в произвольной программе, завершил турнир на девятнадцатом месте.

### Сезон 2022—2023
Новый сезон Андрей Мозалёв начал с участия в мемориале Панина-Коломенкина. В программах спортсмен допустил несколько ошибок и занял 5 место.
В ноябре принял участие в III этапе Гран-при России в Казани. После короткой программы шёл на промежуточном 1 месте. В произвольной успешно сделал два четверных тулупа и ошибся на четверном сальхове, сделав вместо него двойной. Ошибка помешала ему удержать лидерство, и по сумме баллов Мозалёв занял 2-е место, набрав 272,71 балла и уступив Дмитрию Алиеву. Сам спортсмен рассказал, что считает этот результат неудачей, и назвал причиной травму, полученную после прошлого турнира.
19—20 ноября участвовал в V этапе российской серии Гран-при в Самаре. По итогам короткой программы занимал промежуточное 2-е место. В произвольной программе после падения с четверного сальхова Андрею пришлось прервать прокат из-за проблем со шнуровкой конька. По причине остановки спортсмен получил штрафные баллы и финишировал четвёртым с результатом 258,80 балла.
В декабре в Санкт-Петербурге состоялся прыжковый турнир. Андрей Мозалёв занял 2-е место в составе команды Этери Тутберидзе.
На прошедшем в Красноярске чемпионате России Андрей Мозалёв выполнил короткую программу без ошибок и расположился на промежуточном 3 месте с 98,70 балла. В произвольной программе допустил падение и занял итоговое 6 место с суммой 267,90.
В январе 2023 года в Москве прошёл коммерческий турнир «Кубок Первого канала». Мозалёв занял 2-е место в составе команды «Нас не догонят».
В марте участвовал в финале Гран-при России, куда отобрался благодаря занятым на этапах 2 и 4 местам. В короткой программе спортсмен допустил ошибку на акселе и шёл на промежуточном 7 месте с 88,75 балла. В произвольной Мозалёв, несмотря на ошибки, смог отыграть одну позицию и финишировал 6-м, набрав в сумме 268,96 балла.

## Программы
| Программы Андрея Мозалёва | Программы Андрея Мозалёва                                                                                           | Программы Андрея Мозалёва                                                                                               | Программы Андрея Мозалёва                                                    |
| Сезон                     | Короткая программа                                                                                                  | Произвольная программа                                                                                                  | Показательные выступления                                                    |
| ------------------------- | --- | --- | ---------------------------------------------------------------------------- |
| 2023—2024                 | - «Romance» Apocalyptica                                                                                            | - «My Body Is A Cage» Arcade Fire в исполнении Питер Гэбриел - «The Room» Марсель Деттман и Бен Клок                    |                                                                              |
| 2022—2023                 | - «I Can't Quit You Baby» - «Kashmir» Led Zeppelin хореография: Денис Лунин, Игорь Кощеев                           | - «Kerber» Ян Тирсен хореография: Илья Авербух                                                                          | - «Где ты» Три дня дождя - «Gole Bi Goldon» Севдализа                        |
| 2021—2022                 | - «Heart Cry» Drehz - «Sadness (Part II)» Enigma хореография: Денис Лунин, Игорь Кощеев                             | - «1492: Conquest of Paradise» Вангелис хореография: Денис Лунин, Игорь Кощеев                                          | - «Я тебя никогда не забуду» (из рок-оперы «Юнона и Авось») Алексей Рыбников |
| 2020—2021                 | - «Sadness (Part II)» Enigma хореография: Денис Лунин, Игорь Кощеев                                                 | - «The Man With The Harmonica» Эннио Морриконе аранжировка Apollo 440 хореография: Денис Лунин, Игорь Кощеев            |                                                                              |
| 2019—2020                 | - «Я тебя никогда не забуду» (из рок-оперы «Юнона и Авось») Алексей Рыбников хореография: Денис Лунин, Игорь Кощеев | - «Lost in Blue» Houses - «My Own Paradise» - «In this Shirt» The Irrepressibles хореография: Денис Лунин, Игорь Кощеев | - «I'm So Sorry» - «Dream» Imagine Dragons                                   |
| 2018—2019                 | - «Over and Over» Фрэнк Синатра                                                                                     | - «Lost in Blue» Houses - «My Own Paradise» - «In this Shirt» The Irrepressibles                                        |                                                                              |
| 2017—2018                 | - «Over and Over» Фрэнк Синатра                                                                                     | - «Dream» Imagine Dragons                                                                                               |                                                                              |

## Спортивные достижения
| Соревнование                            | 16/17                        | 17/18                        | 18/19                        | 19/20                        | 20/21                        | 21/22                        | 22/23                        | 23/24                        | 24/25                        |
| Международные индивидуальные            | Международные индивидуальные | Международные индивидуальные | Международные индивидуальные | Международные индивидуальные | Международные индивидуальные | Международные индивидуальные | Международные индивидуальные | Международные индивидуальные | Международные индивидуальные |
| --------------------------------------- | ---------------------------- | ---------------------------- | ---------------------------- | ---------------------------- | ---------------------------- | ---------------------------- | ---------------------------- | ---------------------------- | ---------------------------- |
| Олимпийские игры                        |                              |                              |                              |                              |                              | 19                           |                              |                              |                              |
| Чемпионат Европы                        |                              |                              |                              |                              |                              | 4                            |                              |                              |                              |
| Этап Гран-при: Rostelecom Cup           |                              |                              |                              |                              | 4                            |                              |                              |                              |                              |
| Этап Гран-при: Internationaux de France |                              |                              |                              |                              |                              | 7                            |                              |                              |                              |
| Челленджер: Золотой конёк Загреба       |                              |                              |                              |                              |                              | 2                            |                              |                              |                              |
| Челленджер: Мемориал Дениса Тена        |                              |                              |                              |                              |                              | 3                            |                              |                              |                              |
| Челленджер: Warsaw Cup                  |                              |                              |                              | 1                            |                              |                              |                              |                              |                              |
| Ice Star                                |                              |                              |                              |                              |                              | 1                            |                              |                              |                              |
| Международные командные                 |                              |                              |                              |                              |                              |                              |                              |                              |                              |
| Юношеские Олимпийские игры              |                              |                              |                              | 3                            |                              |                              |                              |                              |                              |
| Национальные                            |                              |                              |                              |                              |                              |                              |                              |                              |                              |
| Чемпионат России                        |                              |                              |                              | 5                            | 4                            | 3                            | 6                            | 11                           | 11                           |
| Первенство России среди юниоров         |                              | 17                           | 11                           | 3                            |                              |                              |                              |                              |                              |
| Финал Кубка России                      | 7 J.                         |                              | 1 J.                         |                              | 4                            |                              |                              |                              |                              |
| Финал Гран-при России                   |                              |                              |                              |                              |                              |                              | 6                            |                              |                              |
| Этапы Кубка России. III этап            |                              |                              |                              |                              | 2                            |                              |                              |                              |                              |
| Этапы Кубка России. IV этап             |                              |                              |                              |                              | 2                            |                              |                              |                              |                              |
| Этапы Гран-при России. I этап           |                              |                              |                              |                              |                              |                              |                              | 3                            |                              |
| Этапы Гран-при России. III этап         |                              |                              |                              |                              |                              |                              | 2                            |                              |                              |
| Этапы Гран-при России. V этап           |                              |                              |                              |                              |                              |                              | 4                            | 4                            |                              |
| Этапы Кубка Санкт-Петербурга. I этап    |                              |                              |                              |                              |                              | 1                            |                              |                              |                              |
| Мемориал Н.А. Панина-Коломенкина        |                              | 1 J.                         |                              |                              | 1                            |                              | 5                            | 4                            |                              |
| Национальные командные                  |                              |                              |                              |                              |                              |                              |                              |                              |                              |
| Кубок Первого канала                    |                              |                              |                              |                              | 1                            | 1                            | 2                            |                              |                              |
| Чемпионат России по прыжкам             |                              |                              |                              |                              |                              |                              | 2                            |                              |                              |
| Международные среди юниоров             |                              |                              |                              |                              |                              |                              |                              |                              |                              |
| Чемпионат мира среди юниоров            |                              |                              |                              | 1                            |                              |                              |                              |                              |                              |
| Юношеские Олимпийские игры              |                              |                              |                              | 2                            |                              |                              |                              |                              |                              |
| Финал юниорского Гран-при               |                              |                              |                              | 2                            |                              |                              |                              |                              |                              |
| Этап Гран-при среди юниоров: Чехия      |                              |                              | 1                            |                              |                              |                              |                              |                              |                              |
| Этап Гран-при среди юниоров: Латвия     |                              |                              |                              | 1                            |                              |                              |                              |                              |                              |
| Этап Гран-при среди юниоров: Армения    |                              |                              | 6                            |                              |                              |                              |                              |                              |                              |
| Этап Гран-при среди юниоров: Хорватия   |                              |                              |                              | 1                            |                              |                              |                              |                              |                              |
| NRW Trophy                              | 1                            |                              |                              |                              |                              |                              |                              |                              |                              |
| Volvo Open Cup                          | 1                            |                              |                              |                              |                              |                              |                              |                              |                              |
| Tallinn Trophy                          |                              | 1                            |                              |                              |                              |                              |                              |                              |                              |

### Подробные результаты
Примечание. На чемпионатах ИСУ награждают малыми медалями за короткую и произвольную программы. Текущие лучшие персональные результаты по системе ИСУ выделены жирным.
| Подробные результаты выступлений Андрея Мозалёва с 2016 по 2023 годы | Подробные результаты выступлений Андрея Мозалёва с 2016 по 2023 годы | Подробные результаты выступлений Андрея Мозалёва с 2016 по 2023 годы | Подробные результаты выступлений Андрея Мозалёва с 2016 по 2023 годы | Подробные результаты выступлений Андрея Мозалёва с 2016 по 2023 годы |
| Сезон 2022—2023                                                      | Сезон 2022—2023                                                      | Сезон 2022—2023                                                      | Сезон 2022—2023                                                      | Сезон 2022—2023                                                      |
| Дата                                                                 | Соревнование                                                         | КП                                                                   | ПП                                                                   | Сумма                                                                |
| -------------------------------------------------------------------- | -------------------------------------------------------------------- | -------------------------------------------------------------------- | -------------------------------------------------------------------- | -------------------------------------------------------------------- |
| 3—5 марта 2023 г.                                                    | Финал Гран-при России                                                | 7 88,75                                                              | 3 180,21                                                             | 6 268,96                                                             |
| 20—26 декабря 2022 г.                                                | Чемпионат России 2023                                                | 3 98,70                                                              | 6 169,20                                                             | 6 267,90                                                             |
| 18—21 ноября 2022 г.                                                 | Гран-при России. V этап                                              | 2 97,61                                                              | 3 161,19                                                             | 4 258,80                                                             |
| 4—7 ноября 2022 г.                                                   | Гран-при России. III этап                                            | 1 98,21                                                              | 2 174,50                                                             | 2 272,71                                                             |
| 5—8 октября 2022 г.                                                  | Мемориал Н. А. Панина-Коломенкина                                    | 4 85,92                                                              | 5 164,94                                                             | 5 250,86                                                             |
| Сезон 2021—2022                                                      |                                                                      |                                                                      |                                                                      |                                                                      |
| Дата                                                                 | Соревнование                                                         | КП                                                                   | ПП                                                                   | Сумма                                                                |
| 8–10 февраля 2022 г.                                                 | Олимпийские игры 2022                                                | 23 77,05                                                             | 18 156,28                                                            | 19 233,33                                                            |
| 10–16 января 2022 г.                                                 | Чемпионат Европы 2022                                                | 1 99,76                                                              | 6 165,93                                                             | 4 265,69                                                             |
| 21–26 декабря 2021 г.                                                | Чемпионат России 2022                                                | 8 90,98                                                              | 2 187,30                                                             | 3 278,28                                                             |
| 9–11 декабря 2021 г.                                                 | Золотой конёк Загреба 2021                                           | 6 80,71                                                              | 1 171,44                                                             | 2 252,15                                                             |
| 19–21 ноября 2021 г.                                                 | Internationaux de France 2021                                        | 9 68,77                                                              | 2 179,77                                                             | 7 248,54                                                             |
| 28–31 октября 2021 г.                                                | Мемориал Дениса Тена 2021                                            | 5 72,76                                                              | 3 161,29                                                             | 3 234,05                                                             |
| 22–23 сентября 2021 г.                                               | Этап Кубка Санкт-Петербурга. I этап                                  | 1 84,86                                                              | 1 144,59                                                             | 1 229,45                                                             |
| Сезон 2020—2021                                                      |                                                                      |                                                                      |                                                                      |                                                                      |
| Дата                                                                 | Соревнование                                                         | КП                                                                   | ПП                                                                   | Сумма                                                                |
| 26 февраля – 2 марта 2021 г.                                         | Финал Кубка России 2021                                              | 2 93,83                                                              | 5 158,76                                                             | 4 252,59                                                             |
| 5–7 февраля 2021 г.                                                  | Кубок Первого канала                                                 | 5 79,13                                                              | 4 173,82                                                             | 1К / 5Л 252,95                                                       |
| 22–27 декабря 2020 г.                                                | Чемпионат России 2021                                                | 4 89,47                                                              | 5 163,45                                                             | 4 252,92                                                             |
| 20–22 ноября 2020 г.                                                 | Rostelecom Cup 2020                                                  | 6 86,01                                                              | 2 180,68                                                             | 4 266,69                                                             |
| 8–12 ноября 2020 г.                                                  | Этап Кубка России. IV этап — Казань                                  | 7 74,55                                                              | 1 182,80                                                             | 2 257,35                                                             |
| 23–27 октября 2020 г.                                                | Этап Кубка России. II этап — Сочи                                    | 3 90,66                                                              | 1 183,78                                                             | 2 274,44                                                             |
| 13–16 октября 2020 г.                                                | Мемориал Н.А. Панина-Коломенкина 2020                                | 1 87,94                                                              | 1 161,43                                                             | 1 248,61                                                             |
| Сезон 2019—2020                                                      |                                                                      |                                                                      |                                                                      |                                                                      |
| Дата                                                                 | Соревнование                                                         | КП                                                                   | ПП                                                                   | Сумма                                                                |
| 2–8 марта 2020 г.                                                    | Чемпионат мира среди юниоров 2020                                    | 2 84,31                                                              | 1 160,78                                                             | 1 245,09                                                             |
| 4–8 февраля 2020 г.                                                  | Первенство России среди юниоров 2020                                 | 13 70,41                                                             | 1 179,66                                                             | 3 250,07                                                             |
| 10–15 января 2020 г.                                                 | Юношеские Олимпийские игры 2020 (командные соревнования)             | —                                                                    | 2 154,97                                                             | 3 (команда)                                                          |
| 10–15 января 2020 г.                                                 | Юношеские Олимпийские игры 2020                                      | 1 79,72                                                              | 2 158,22                                                             | 2 237,94                                                             |
| 24–29 декабря 2019 г.                                                | Чемпионат России 2020                                                | 2 88,34                                                              | 9 152,21                                                             | 5 240,55                                                             |
| 5–8 декабря 2019 г.                                                  | Финал юниорского Гран-при 2019–2020                                  | 1 82,45                                                              | 2 159,03                                                             | 2 241,48                                                             |
| 14–17 ноября 2019 г.                                                 | Кубок Варшавы 2019                                                   | 1 83,81                                                              | 1 139,44                                                             | 1 223,25                                                             |
| 25–28 сентября 2019 г.                                               | Этап Гран-при среди юниоров: Хорватия                                | 3 78,85                                                              | 1 157,59                                                             | 1 236,44                                                             |
| 4–7 сентября 2019 г.                                                 | Этап Гран-при среди юниоров: Латвия                                  | 1 78,42                                                              | 1 145,30                                                             | 1 223,72                                                             |
| Сезон 2018—2019                                                      |                                                                      |                                                                      |                                                                      |                                                                      |
| Дата                                                                 | Соревнование                                                         | КП                                                                   | ПП                                                                   | Сумма                                                                |
| 18–22 февраля 2019 г.                                                | Финал Кубка России 2019                                              | 1 86,08                                                              | 1 171,52                                                             | 1 257,60                                                             |
| 1–4 февраля 2019 г                                                   | Первенство России среди юниоров 2019                                 | 5 79,85                                                              | 12 131,56                                                            | 11 211,41                                                            |
| 14–19 декабря 2018 г.                                                | Российско-Китайские молодёжные игры 2018                             | 1 80,12                                                              | 2 128,13                                                             | 2 208,25                                                             |
| 10–13 октября 2018 г.                                                | Этап Гран-при среди юниоров: Армения                                 | 7 62,72                                                              | 4 131,28                                                             | 6 194,28                                                             |
| 26–29 сентября 2018 г.                                               | Этап Гран-при среди юниоров: Чехия                                   | 2 78,83                                                              | 1 138,29                                                             | 1 217,12                                                             |
| Сезон 2017—2018                                                      |                                                                      |                                                                      |                                                                      |                                                                      |
| Дата                                                                 | Соревнование                                                         | КП                                                                   | ПП                                                                   | Сумма                                                                |
| 19–23 февраля 2018 г.                                                | Финал Кубка России 2018                                              | 7 66,14                                                              | 6 140,63                                                             | 7 206,77                                                             |
| 23–26 января 2018 г.                                                 | Первенство России среди юниоров 2018                                 | 4 75,25                                                              | 18 117,06                                                            | 17 192,31                                                            |
| 21–26 ноября 2017 г.                                                 | Tallinn Trophy 2017                                                  | 3 64,96                                                              | 1 137,98                                                             | 1 202,94                                                             |
| Сезон 2016—2017                                                      |                                                                      |                                                                      |                                                                      |                                                                      |
| Дата                                                                 | Соревнование                                                         | КП                                                                   | ПП                                                                   | Сумма                                                                |
| 30 ноября – 4 декабря 2016 г.                                        | NRW Trophy 2016                                                      | 2 64,27                                                              | 1 129,29                                                             | 1 193,56                                                             |
| 9–13 ноября 2016 г.                                                  | Volvo Open Cup 2016                                                  | 2 62,21                                                              | 1 121,37                                                             | 1 183,58                                                             |